# Karlskoga
Karlskoga est une ville de Suède, chef-lieu de la commune de Karlskoga dans le comté d'Örebro. 27 500 personnes y vivent.
La ville abrite notamment les sièges de nombreuses suédois et étrangères ainsi que fabricants d'armes BAE Systems et fabricant de médicaments Cambrex.

## Personnes célèbres de Karlskoga
- Agneta Andersson (1961-2023), céiste, triple championne olympique.
- Anna Lindberg (1981-), plongeuse suédoise
- Ulrika Knape (1955-), plongeuse suédoise

## Jumelage
- Aalborg (Danemark)
- Húsavík (Islande)
- Riihimäki (Finlande)
- Sanremo (Italie)
- Wheaton (États-Unis)
- Olaine (Lettonie)